# (نشستن) بارانداز خلیج
(نشستن) بارانداز خلیج (انگلیسی: (Sittin' On) The Dock of the Bay)، آهنگی است که توسط خواننده موسیقی سول، اوتیس ردینگ و گیتاریست استیو کروپر نوشته شده است. ردینگ آن را دو بار در سال ۱۹۶۷، از جمله تنها سه روز قبل از مرگش در یک سانحه هوایی در ۱۰ دسامبر ۱۹۶۷ ضبط کرد. در سال ۱۹۶۸ در استاکس رکوردز منتشر شد و اولین شماره ۱ مجرد در ایالات متحده پس از مرگش شد. در جدول تک‌آهنگ‌های بریتانیا به رتبه ۳ رسید.